# Partido del Pueblo Argelino
El Partido del Pueblo Argelino (en árabe: حزب الشعب الجزائري, en francés: Parti du peuple algérien), conocido por sus siglas PPA, fue un partido político independentista de la Argelia francesa. Fue la organización sucesora de la Estrella norteafricana, dirigida por el nacionalista argelino veterano, Messali Hadj.

## Historia
Se formó el 11 de marzo de 1937. En 1936, la Estrella norteafricana (ENA), su predecesora, se había unido al Frente Popular, una coalición de partidos políticos de izquierda franceses en el poder en ese momento. La relación duró un poco más de seis meses. El gobierno formado por el Frente Popular disolvió la ENA en enero de 1937, de ahí la creación del PPA dos meses más tarde. A pesar de usar métodos pacíficos de protesta, los miembros del partido eran constantemente perseguidos por la policía en Francia y prohibidos por las autoridades coloniales francesas en Argelia. Desde 1938 hasta 1946, funcionó como una organización clandestina. Sin embargo, solo tuvo actividades moderadas durante la Segunda Guerra Mundial. También había una gran esperanza de que Argelia fuera recompensada por su ayuda para liberar a Francia de los alemanes, pero en mayo de 1945, los acontecimientos de la masacre de Sétif y Guelma pusieron fin a todas las esperanzas.
A principios de mayo de 1945, Pierre Gazagne, secretario del gobierno general encabezado por Yves Chataigneau, aprovechó su ausencia para exiliar a Messali Hadj y arrestar a los líderes del PPA. El PPA fue reconstituido en octubre de 1946 bajo el nombre de Movimiento por el Triunfo de las Libertades Democráticas (MTLD).
Algunos exmiembros del PPA, habiendo decidido que la libertad solo se podía adquirir a través de medios militares, crearon la Organización Speciale (OS) mientras mantenían libremente la membresía en el MTLD. La OS buscó el apoyo de todas las diferentes organizaciones políticas argelinas para crear el Frente de Liberación Nacional (FLN) después de lanzar la guerra de Independencia de Argelia en 1954. Messali Hadj había perdido por completo el control del movimiento en un proceso que comenzó más de dos años antes, cuando se negó a comprometerse con la corriente principal en el MTLD. En 1955, creó su propio llamado grupo de resistencia, con el nombre del Movimiento Nacional Argelino (MNA).